# Голстон
Рой Голстон Фровік (англ. Roy Halston Frowick, 23 квітня 1932 — 26 березня 1990), відомий мононімно як Голстон — американський модельєр, що отримав світову популярність у 1970-х роках.
Його мінімалістські роботи, часто виконані з кашеміру або ультразамші, стали новим явищем на дискотеках середини 1970-х років та зумовили американську моду. Голстон був відомий тим, що створив розслаблений міський стиль одягу для американських жінок. Його часто фотографували в Studio 54 з його близькими друзями Лайзою Мінеллі, Бьянкою Джаггер, Джо Юлою і Енді Ворхолом.
На початку 1950-х років, навчаючись у школі мистецтв інституту Чикаго, Голстон почав займатися дизайном і виготовленням жіночих капелюхів. Він набув відомих клієнтів і в 1957 році відкрив магазин на Магніфісент-Майл в Чикаго. Пізніше він став головним модельєром елітного нью-йоркський універмагу Bergdorf Goodman. Його слава зросла, коли він розробив дизайн капелюха-таблетки, який Жаклін Кеннеді одягла на інавгурацію свого чоловіка, президента Джона Ф. Кеннеді, в 1961 році. Наприкінці 1960-х років Голстон перейшов на жіночий одяг, відкривши бутік на Медісон-авеню в Нью-Йорк і запустивши лінію прет-а-порте. В 1980-х роках після кількох непродуманих ділових рішень Голстон втратив контроль над своїм будинком моди. Він помер від раку, викликаного СНіДом, в 1990 році у віці 57 років.

## Раннє життя
Рой Голстон Фровік народився 23 квітня 1932 року в Де-Мойні, Айова, другим сином американського бухгалтера норвезького походження Джеймса Едварда Фровіка і його дружини Хеллі Мей (уродженої Холмс). Голстон рано зацікавився шиттям і почав створювати капелюхи і переробляти одяг для своєї матері і сестри. Він виріс в Де-Мойні, а в віці десяти років переїхав в Евансвілл, Індіана. У 1950 році він закінчив середню школу Бенджаміна Боса. Він недовго вчився в Університеті Індіани, а потім вступив до Школи Чиказького інституту мистецтв.

## Кар'єра

### Ранні роки
У 1952 році Голстон переїхав до Чикаго, де вступив на вечірні курси в Школу Чиказького інституту мистецтв і працював оформлювачем вітрин. У 1953 році він відкрив Капелюшний бізнес. Його першою клієнткою стала радіоактриса і комедіантка Френ Еллісон. Капелюхи Голстона також купували Кім Новак, Глорія Свенсон, Дебора Керр і Хедда Хоппер.
Перший великий успіх прийшов до Голстона, коли газета Chicago Daily News опублікувала невелику статтю про його капелюхи. У 1957 році він відкрив свій перший магазин на північній Мічиган-авеню. Саме в цей час він почав використовувати ім'я «Голстон». У дитинстві його називали Голстоном, щоб відрізняти себе від дядька Роя. Голстон переїхав до Нью-Йорку в кінці 1957 року і спочатку працював у модистки Ліллі Даше. Через рік він став со-дизайнером Даше, познайомився з кількома редакторами і видавцями світу моди і покинув студію Даше, щоб стати головним модистом універмагу Bergdorf Goodman.

### Популярність

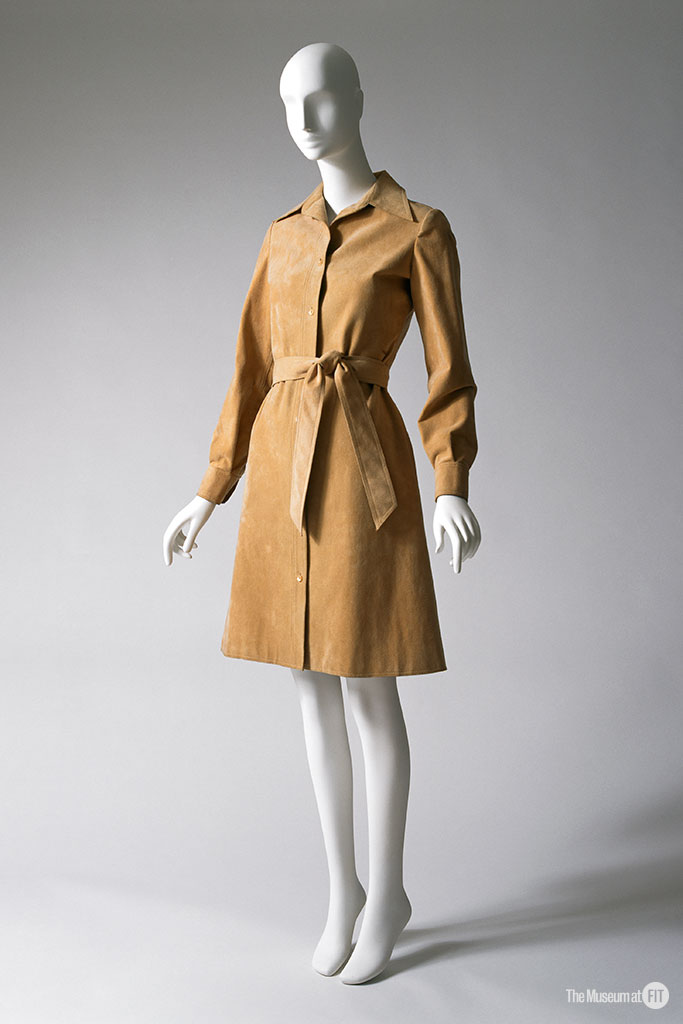
Сукня-сорочка з ультразамши від Голстона, 1972

Голстон домігся великої слави після того, як розробив дизайн капелюха-таблетки, яку Жаклін Кеннеді наділу на президентську інавгурацію свого чоловіка в 1961 році, а коли він перейшов до створення жіночого одягу, Newsweek назвав його «головним модельєром Америки». Коли капелюхи вийшли з моди, Голстон перейшов до дизайну одягу, що стало можливим завдяки Естель Марш, мільйонерка з Амарілло, Техас . Місіс Марш була його єдиним фінансовим спонсором в цей період розвитку. Він відкрив свій перший бутік на Медісон-авеню в 1968 році. Колекція того року включала весільну сукню з темно-нефритового оксамиту для керівника рекламного відділу Мері Веллс Лоуренс. Лоуренс була одружена з генеральним директором компанії Braniff International Airways Хардінг Лоуренсом. Вона зіграла важливу роль в залученні Голстона в Braniff в 1976 році для розробки дизайну уніформи стюардес, пілотів, квиткових агентів і наземного персоналу.
У 1969 році Голстон запустив свою першу лінію прет-а-порте — Halston Limited. Дизайн Голстона зазвичай був простим, мінімалістичним, але в той же час вишуканим, гламурним і зручним одночасно. Голстон любив використовувати м'які, розкішні тканини, такі як шовк і шифон. Пізніше він сказав Vogue, що позбувся « всіх зайвих деталей, які не працювали — бантів, які не зав'язувалися, гудзиків і блискавок, які не застібалися. Я завжди ненавидів те, що не працює».
Голстон змінив приталений силует і показав форму жіночого тіла, дозволивши природній течії тканини створити свою власну форму. Голстон говорив: «Штани дають жінкам свободу пересування, якої у них ніколи не було раніше. Їм не потрібно турбуватися про те, щоб сісти на низькі меблі або в низький спортивний автомобіль. Штани залишаться з нами на довгі роки — можливо, назавжди».
У бутік Голстона зверталися такі знаменитості, як Грета Гарбо, Бейб Пейлі, Анжеліка Х'юстон, Джин Тірні, Лорен Беколл, Марго Хемінгуей, Елізабет Тейлор, Бьянка Джаггер і близька подруга Голстона — Лайза Мінеллі. З 1968 по 1973 рік його лінія заробила приблизно 30 мільйонів доларів. У 1973 році Голстон продав свою лінію Norton Simon, Inc. за 16 мільйонів доларів, але залишився її головним дизайнером. Це дозволило йому отримати творчий контроль і практично необмежену фінансову підтримку. У 1975 році компанія Max Factor випустила перший однойменний аромат Голстона для жінок. До 1977 року продажі цього парфуму склали 85 мільйонів доларів. Протягом 1970-х років Голстон розширив свою лінію, включивши в неї чоловічий одяг, багаж, сумки, нижню і постільну білизну. Vogue пізніше зазначив, що Голстон несе відповідальність за популяризацію каптанів, матових суконь з джерсі і поліуретана в американській моді.

### Пізні роки
У 1983 році компанія Halston підписала шестирічну Ліцензійну угоду з мережею роздрібної торгівлі J. C. Penney на суму 1 мільярд доларів. Лінія, названа Halston III, складалася з доступного одягу, аксесуарів, косметики та парфумерії вартістю від 24 до 200 доларів. У той час цей крок вважався суперечливим, оскільки жоден модельєр високого класу ніколи не ліцензував свій дизайн мережевому роздрібному магазину середньої цінової категорії. Хоча Голстон був радий угоді і вважав, що це тільки розширить його бренд, угода пошкодила його іміджу серед продавців модного одягу високого класу, які вважали, що його ім'я « подешевшало». Bergdorf Goodman зняв лінію Halston Limited зі свого магазину незабаром після оголошення планів по створенню Halston III. Лінія Halston III для J. C. Penney була прийнята погано і в кінцевому підсумку була знята з виробництва, однак це відкрило шлях для інших дизайнерів високого класу в магазини різного цінового рівня.
У 1983 році компанія Halston Limited, що належала Norton Simon, Inc, була придбана Esmark Inc. Після цього придбання Голстон почав втрачати контроль над своєю компанією. У міру того, як лейбл переходив з рук в руки (ним володіли Playtex International, Beatrice Foods і ще чотири компанії), Голстон продовжував втрачати контроль і до 1984 року йому було заборонено створювати дизайни для Halston Enterprises. Шляхом затяжних переговорів Голстон намагався викупити свою компанію. Зрештою, Halston Enterprises була придбана Revlon у 1986 році. Голстон отримував зарплату від Revlon, але перестав створювати одяг для компанії, проте продовжував створювати одяг для сім'ї та друзів, зокрема, для Лайзи Мінеллі і Марти Грем. Після закінчення терміну контракту з Revlon він вів переговори про підписання нового контракту, але припинив переговори після того, як дізнався, що Revlon планує продовжити лінію без його участі. Лінія тривала з різними дизайнерами до 1990 року, коли Revlon припинив випуск одягу, але продовжив продавати парфуми Halston.

## Особисте життя
Постійним коханцем Голстона був художник венесуельського походження Віктор Гюго. Вони познайомилися, коли Гюго працював візажистом в 1972 році. У них зав'язалися відносини і Гюго періодично жив у будинку Голстона. Незабаром Голстон найняв Гюго на роботу в якості оформлювача вітрин. Їхні стосунки тривали трохи більше десяти років.
Згідно The New York Times, у Голстона був роман з модельєром Луїсом Естевесом.

## Смерть
У 1988 році Хелстон здав позитивний аналіз на ВіЛ. Після того, як його здоров'я стало погіршуватися, він переїхав в Сан-Франциско, де за ним доглядала родина. 26 березня 1990 року він помер від саркоми Капоші, хвороби, викликаної СНіДом. Його останки були кремовані.

## Пам'ять
14 травня 2021 року відбулася прем'єра міні-серіалу «Голстон» від Netflix, заснованого на книзі «Просто Голстон» Стівена Гейнса. Роль модельєра виконав Юен Макгрегор.